# Волынский, Григорий Иванович
Григорий Иванович Волынский (?—1641) — московский дворянин и воевода во времена правления Михаила Фёдоровича.
Из дворянского рода Волынских. Младший сын воеводы Волынского Ивана Григорьевича Меньшого. Имел братьев: Степана, Семёна и Павла Ивановичей Волынских.

## Биография
В 1616 году упомянут дворянином. В 1618 году участвовал в защите Москвы от осады королевича Владислава. В 1627—1629 годах записан московским дворянином. В 1628 году при поездке Государя в Троице-Сергиев монастырь оставался в Москве для охраны[прояснить][значимость факта?]. С 1631 по 1634 ежегодно поздравлял Государя с днём Пасхи. В 1636 году в Боярской книге записан стряпчим и послан воеводой в Вятку, Хлынов, Котельнич и Орлов, на смену воеводе Василию Петровичу Чевкину.
Крупный землевладелец: в 1624—1626 годах владел селом Брод, деревнями Улюста, Бельцыно, Лутовинцево, Рогулино и другими в Старицком уезде, а всего пашенной земли 284 четвертей. Из них Брод, Горки, Улюста и Бельцыно в 1636 году даны ему в вотчину. В 1627 году за ним в Ярославском уезде были вотчины: сельцо Воронино, деревни Бухабино, Ерёмино, Шпилево, пустоши Винки и Соколово, а всего 127 четвертей.
По родословной росписи показан бездетным.
Умер в чине московского дворянина в 1641 году, о чём имеется запись в Боярской книге.